# Carios coprophilus
Carios coprophilus är en fästingart som beskrevs av McIntosh 1935. Carios coprophilus ingår i släktet Carios och familjen mjuka fästingar. Inga underarter finns listade.